# Nürensdorf
Nürensdorf (gzu. Nüereschtoorff) – miejscowość i gmina (Politische Gemeinde) w północnej Szwajcarii, w kantonie Zurych, w okręgu (Bezirk) Bülach.

## Historia
Gmina została po raz pierwszy wspomniana w dokumentach w 1150 roku jako Noelistorf. W 1277 roku została wspomniana jako Nueristorf.

## Demografia
W Nürensdorfie mieszka 5710 osób (31 grudnia 2022). W 2021 roku 16,7% populacji gminy stanowiły osoby urodzone poza Szwajcarią.
W 2000 roku 90,6% mieszkańców mówiło w języku niemieckim, 2,2% w języku włoskim, a 1,2% w języku francuskim.
Zmiany w liczbie ludności na przestrzeni lat przedstawia poniższy wykres: